# Рауль II де Вермандуа
Рауль (Рудольф, Роланд) II де Вермандуа (фр. Raoul II de Vermandois) по прозваниям Младший (фр. le Jeune) и Прокажённый (фр. le Lépreux; 1145 — 17 июня 1167) — граф Вермандуа и Валуа с 1160 года.

## Биография
Рауль был младшим сыном графа Рауля (Рудольфа) I Храброго, сенешаля и регента Франции и его второй супруги, Петрониллы Аквитанской (сестры французской королевы Алиеноры. Уже после смерти их отца, в 1160 году единокровный брат Рауля II, унаследовавший титулы и земли Вермандуа и Валуа Гуго II отказывается от мирской жизни и уходит в монастырь. В результате этого Рауль получает графский титул. К этому времени он вступает в брак с Маргаритой, дочерью графа Фландрии Тьерри Эльзасского.
В 1163 году Рауль II заболевает проказой. К этому моменту у него не было детей. Брак с Маргаритой был расторгнут, и когда через четыре года Рауль скончался — род графов Вермандуа в мужской линии практически прекратился (не считая Гуго II, принявшего постриг под именем Феликс и скончавшегося в монастыре под Парижем в 1212 году). Рауль ІІ был похоронен в местечке Лонпон, в Пикардии.
Наследницей Рауля II стала его сестра Елизавета, бывшая замужем за братом его супруги Маргариты, Филиппом. В 1167 году Филипп от имени своей супруги вступает во владение графствами Вермандуа и Валуа, а в следующем, 1168 году наследует и графство Фландрское.